# Wild Gunman
Wild Gunman (яп. ワイルドガンマン Wairudo Ganman) — видеоигра для светового пистолета, разработанная и выпущенная компанией Nintendo в Японии в 1984 году для аркадного автомата PlayChoice-10 и игровой приставки NES. В 1985 году была выпущена на североамериканском, а в 1988 году — на европейском рынке. Одна из 6 игр данного жанра, выпущенных Nintendo для NES и одна из более 20 игр данного жанра на консоли. Первая игра NES, использующая голосовой синтезатор.

## Сюжет и геймплей
Сюжет как таковой в игре отсутствует, весь игровой процесс сводится к дуэли игрока против компьютерных персонажей. Существует три (A — 1 outlaw, B — 2 outlaws, C — gang) варианта игры. Первый представляет собой дуэль 1x1 — на экране появляется противник, а в верхней части экрана — два счётчика времени. После запуска первого счётчика игрок должен выстрелить в оппонента, второй же счётчик показывает, через какое время выстрелит сам оппонент. Если выстрел игрока прозвучит до запуска счётчика или если игрок не укладывается в отпущенное время, то он теряет одну игровую жизнь из трёх, после потери которых игра завершается. На каждого противника может быть выделено от 0,4 до 1,6 секунд.
Игра B практически копирует первую, но за тем исключением, что игроку противостоят каждый раз по два неприятеля, каждый со своим счётчиком времени, выделенного игроку на меткий выстрел. В нижней части экрана также отображены заработанные бонусные очки (количество которых зависит от того, как быстро поражён враг), количество игровых жизней, количество выигранных поединков и, для каждого появляющегося на экране бандита, максимальное количество возможных бонусных очков (зависит от сложности врага).
Несколько иначе выглядит третий вариант игры — на экране изображён типичный вестерновский салун с четырьмя окнами и одной дверью. В окнах и входной двери по очереди появляются бандиты, в которых необходимо успеть попасть. Отпущенное на выстрел время тут не отображается. Неприятели появляются бандами по 10 человек в каждой. На каждую банду игроку отводится 15 выстрелов, остаток которых отображён в нижней левой части экрана.
Игра появилась на аркадных автоматах и NES практически одновременно. Обе версии идентичны друг другу. Оформлена Wild Gunman в карикатурно-мультипликационном стиле вестерна. При попадании в некоторых бандитов с тех падают штаны и слетают шляпы. Крови в игре нет.

## Критика
В целом игра получила довольно невысокие оценки критиков. Так, на сайте-каталоге MobyGames средняя оценка на основе рецензий составляет 49/100, а на интернет-портале GameFAQs — 6,6/10 на основе 5 рецензий.
Коммерческая информационная база данных компьютерных игр Allgame поставила Wild Gunman оценку 3/5. Графика и звуковое оформление было названо удачными и хорошо подходящими к стилю вестерна. На англоязычном сайте NES Archives, посвященным играм для данной приставки, игра получила оценку C+. По мнению рецензента сайта, игра отличается хорошей графикой, музыкой и звуком, замечательным управлением, но слишком невысокой сложностью и невысоким разнообразием игрового процесса. Оценку ниже среднего — 42 %, игра получила в рецензии от 15 июля 2005 года на французском сайте 1UP. Наиболее высоко был оценен геймплей игры (87 %), сравнённый в рецензии с более известным продуктом Nintendo данного жанра — Duck Hunt. Как и на других сайтах, основным минусом была названа невысокая разнообразность геймплея, так что игра начинает достаточно быстро надоедать и вряд ли кому-то захочется проходить её повторно.

## Создатели
Wild Gunman была одной из трёх игр для светового пистолета, выпущенных компанией Nintendo в 1984 году для NES — вместе с играми Duck Hunt и Hogan’s Alley, и одной из первых игр этого жанра на консоли в целом. Десятью годами раньше — в 1974 году, компания уже выпускала аркадный автомат с таким же названием, однако, с кардинально отличающимся геймплеем.
Композитором игры является Хирокадзу Танака — японский музыкант и композитор, известный своими работами для видеоигр компании Nintendo. Wild Gunman стала одной из его первых работ. Из более ранних игр, над которыми работал Танака, стоит отметить Balloon Fight и знаменитые Donkey Kong и Mario Bros.. Позднее композитор принимал участие в создание таких хитов компании, как Metroid, игры серии Fire Emblem, EarthBound, Pokémon Colosseum, Super Smash Bros. и Super Smash Bros. Brawl.
Продюсером Wild Gunman был Сигэру Миямото — один из самых известных геймдизайнеров, работавший над многими популярными играми Nintendo. Как и для Хирокадзу Танака, Wild Gunman была одной из ранних работ Миямото, до которой он разрабатывал такие игры, как Donkey Kong, Popeye и Mario Bros.